# Guadalupe Victoria (Durango)
Guadalupe Victoria (Durango) é um município do estado de Durango, no México.